# Isla Coronados
Isla Coronados är en ö i Mexiko. Den ligger på östra kusten av delstaten Baja California Sur, i den västra delen av landet, nordväst om den större ön Isla Carmen. Isla Coronado ligger mycket nära staden Loreto och tillhör också Loreto kommun. Arean är 7,2 kvadratkilometer.